# Aname humptydoo
Aname humptydoo är en spindelart som beskrevs av Raven 1985. Aname humptydoo ingår i släktet Aname och familjen Nemesiidae.
Artens utbredningsområde är Northern Territory, Australien. Inga underarter finns listade i Catalogue of Life.